# Албион (тауншип, Миннесота)
Албион (англ. Albion) — тауншип в округе Райт, Миннесота, США. На 2000 год его население составило 1146 человек.

## География
По данным Бюро переписи населения США площадь тауншипа составляет 91,9 км², из которых 84,1 км² занимает суша, а 7,7 км² — вода (8,37 %).

## Демография
По данным переписи населения 2000 года здесь находились 1146 человек, 398 домохозяйств и 319 семей. Плотность населения — 13,6 чел./км². На территории тауншипа расположена 461 постройка со средней плотностью 5,5 построек на один квадратный километр. Расовый состав населения: 99,21 % белых, 0,17 % коренных американцев, 0,17 % азиатов, 0,09 % — других рас США и 0,35 % приходится на две или более других рас. Испанцы или латиноамериканцы любой расы составляли 0,70 % от популяции тауншипа.
Из 398 домохозяйств в 37,2 % воспитывались дети до 18 лет, в 73,1 % проживали супружеские пары, в 2,8 % проживали незамужние женщины и в 19,8 % домохозяйств проживали несемейные люди. 14,1 % домохозяйств состояли из одного человека, при том 5,5 % из — одиноких пожилых людей старше 65 лет. Средний размер домохозяйства — 2,88, а семьи — 3,23 человека.
28,8 % населения — младше 18 лет, 7,9 % — в возрасте от 18 до 24 лет, 26,8 % — от 25 до 44, 25,4 % — от 45 до 64, и 11,2 % — старше 65 лет. Средний возраст — 37 лет. На каждые 100 женщин приходилось 119,1 мужчин. На каждые 100 женщин старше 18 приходилось 114,7 мужчин.
Средний годовой доход домохозяйства составлял 52 339 долларов, а средний годовой доход семьи — 56 146 долларов. Средний доход мужчин — 36 838 долларов, в то время как у женщин — 23 958. Доход на душу населения составил 22 840 долларов. За чертой бедности находились 2,8 % семей и 4,7 % всего населения тауншипа, из которых 7,0 % младше 18 и 5,5 % старше 65 лет.